# اچ‌ام‌اس آندروماخه (۱۸۹۰)
اچ‌ام‌اس آندروماخه (۱۸۹۰) (به انگلیسی: HMS Andromache (1890)) یک کشتی بود که طول آن ۳۱۴ فوت (۹۵٫۷ متر) بود. این کشتی در سال ۱۸۹۰ ساخته شد.